# Saint-Eutrope (Charente)
Pour les articles homonymes, voir Saint-Eutrope.
Saint-Eutrope est une ancienne commune du Sud-Ouest de la France, située dans le département de la Charente (région Nouvelle-Aquitaine).
Depuis le 1er janvier 2017, elle est devenue une commune déléguée de la commune nouvelle de Montmoreau.

## Géographie

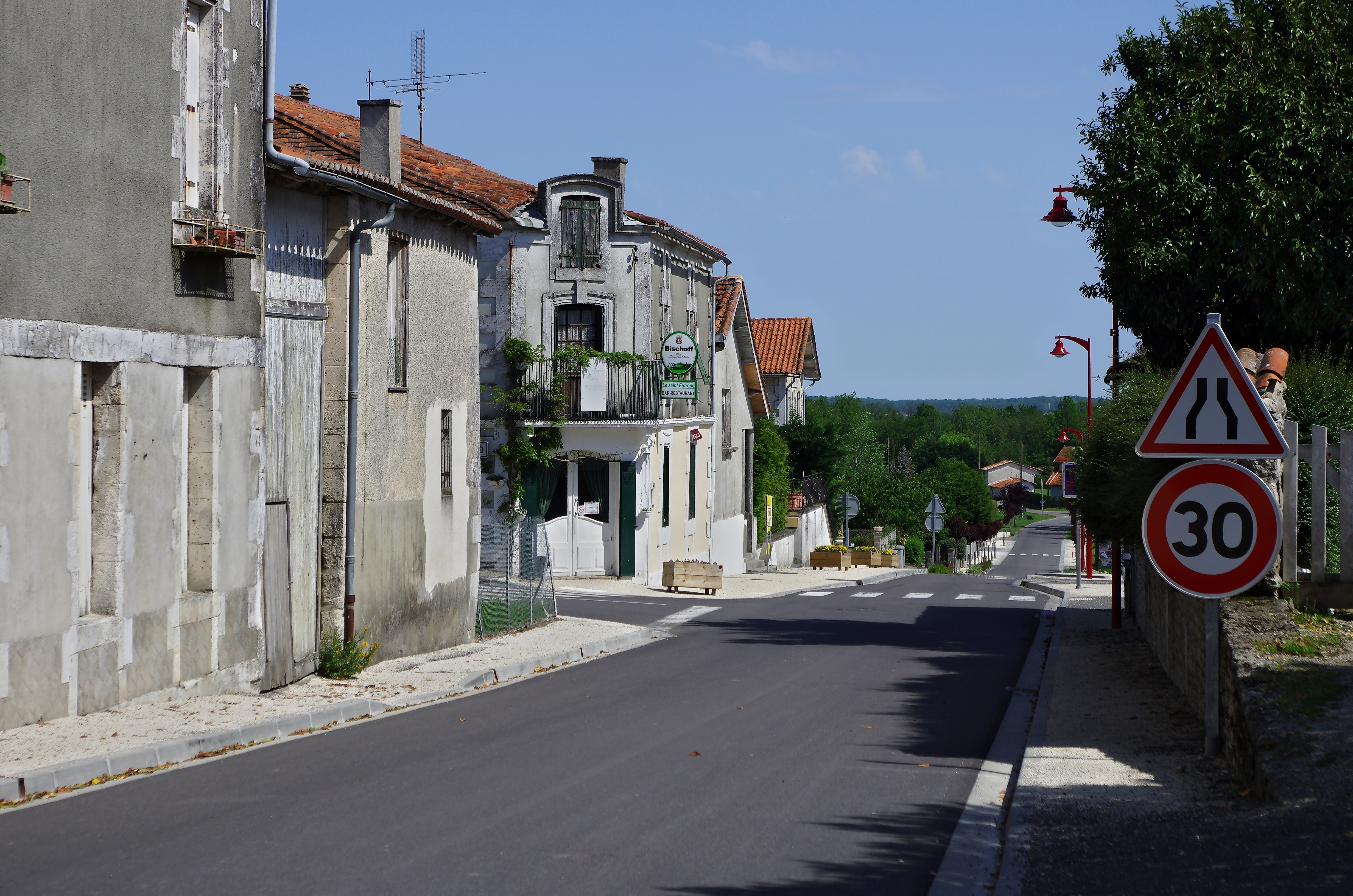
La RD 10 au centre du bourg.

### Localisation et accès
Saint-Eutrope est une commune du Sud Charente située à 2,5 km au nord-ouest de Montmoreau et 26 km au sud d'Angoulême.
C'est une commune petite en surface (moins de 3 km2), et au territoire allongé (3,5 km de long sur 0,5 km de large).
Le bourg est aussi à 9 km au sud-est de Blanzac.
La commune est traversée par deux routes départementales. La principale est la D 10, route de Montmoreau à Blanzac et Châteauneuf, qui traverse le bourg en restant sur la crête. L'autre est la D 74 qui rejoint la route d'Angoulême à Libourne (D 674) par Saint-Cybard et part du bourg. C'est aussi la route de Nonac au nord-ouest.
La gare la plus proche est celle de Montmoreau, desservie par des TER à destination d'Angoulême et de Bordeaux.

### Hameaux et lieux-dits
Le bourg est assez important, et les hameaux de la commune sont petits et ne sont que des fermes : Bel-Air, les Grosses Pierres, le Maine Blanchard, chez Galais, Perry. Le château de Chabreville, situé non loin du bourg, est sur la commune de Courgeac.

### Communes limitrophes
|          | Pérignac                               |                                      |
| Nonac    | Saint-Eutrope                          | Montmoreau-Saint-Cybard (Montmoreau) |
| Courgeac | Saint-Laurent-de-Belzagot (Montmoreau) |                                      |

### Géologie et relief
Le terrain est calcaire crétacé (crayeux), mais les sommets sont recouverts de dépôt tertiaire sableux et argileux, et les bois (ou landes) comportent châtaigniers et pins maritimes, espèces calcifuges.
L'argile de son terrain a fait que Saint-Eutrope a été un lieu renommé de fabrication de poteries solides, jusqu'au XXe siècle,,.
À Grand Perry il y avait aussi une mine de fer.
Situé dans les coteaux du Montmorélien, le territoire communal est assez vallonné et boisé. Son point culminant est à une altitude de 186 m, situé au bourg. Le point le plus bas est à 114 m, situé à l'extrémité sud-ouest (Font Désirade).

### Hydrographie
La commune est située dans le bassin versant de la Dordogne. Située sur un sommet, quelques petits ruisseaux y prennent naissance : au nord, la Grande Fontaine coule vers le nord-ouest et alimente indirectement la Tude, affluent de la Dronne passant à Montmoreau et Chalais. Au sud, le ruisseau de la Font Désirade se dirige vers le sud-ouest et alimente aussi la Tude en aval de Montmoreau.

### Climat
Comme dans les trois quarts sud et ouest du département, le climat est océanique aquitain.

## Toponymie
La première mention du lieu apparaît en 1523 : Sanctus Eutropius de Landa.
Saint Eutrope a été le premier évêque de Saintes, et ses reliques ont fait l'objet de pèlerinages au Moyen Âge.
Pendant la Révolution, Saint-Eutrope s'est appelé La Poterie, puis Utrope.

### Dialectes
Même si la limite linguistique est à 10 km à l'est, la commune a aussi la particularité d'être une petite enclave occitane (dialecte limousin) en langue d'oïl,. Toutefois, la carte de Tourtoulon et Bringuier (1875), ne mentionne pas cette exclave.

## Histoire
Au début du XVIe siècle, Saint-Eutrope de la Lande était un prieuré. Son église romane du XIIe siècle témoigne de son ancienneté.
Saint-Eutrope était dans la châtellenie de Montmoreau dépendant de l'Angoumois, et, à la suite des guerres de religion, François Ier y a installé des familles catholiques persécutées, ainsi qu'à Saint-Laurent-de-Belzagot.
Saint-Eutrope a longtemps été réputé pour ses poteries. Au XVIIIe siècle, pas moins de 30 familles y travaillaient, avec 25 fours. Saint-Eutrope était spécialisé dans la fabrication des grosses pièces : charniers, ponnes et buires, ainsi que des « faïences cailloux » à glaçure jaune caractéristiques de certains ateliers de la localité. Cet artisanat a atteint son apogée en 1841 avec 140 potiers. Au lendemain de la guerre de 1914-18, ils n'étaient plus qu'une dizaine,.
L'argile a ensuite été exploitée brièvement comme matériau de construction (tuilerie à Bel-Air, arrêtée en 1986).

## Administration

### Liste des maires
| Période                                  | Période       | Identité          | Étiquette | Qualité            |
| ---------------------------------------- | ------------- | ----------------- | --------- | ------------------ |
| Les données manquantes sont à compléter. |               |                   |           |                    |
| 1999                                     | 2014          | Claude Fortin     | SE        | Éducateur retraité |
| 2014                                     | décembre 2016 | Jean-Paul Laporte |           |                    |

## Population et société

### Démographie
L'évolution du nombre d'habitants est connue à travers les recensements de la population effectués dans la commune depuis 1793. À partir du 1er janvier 2009, les populations légales des communes sont publiées annuellement dans le cadre d'un recensement qui repose désormais sur une collecte d'information annuelle, concernant successivement tous les territoires communaux au cours d'une période de cinq ans. 
Pour les communes de moins de 10 000 habitants, une enquête de recensement portant sur toute la population est réalisée tous les cinq ans, les populations légales des années intermédiaires étant quant à elles estimées par interpolation ou extrapolation. Pour la commune, le premier recensement exhaustif entrant dans le cadre du nouveau dispositif a été réalisé en 2005,.
En 2014, la commune comptait 172 habitants, en évolution de +1,18 % par rapport à 2009 (Charente : +0,65 %, France hors Mayotte : +2,49 %).
| 1793 | 1800 | 1806 | 1821 | 1831 | 1841 | 1846 | 1851 | 1856 |
| ---- | ---- | ---- | ---- | ---- | ---- | ---- | ---- | ---- |
| 282  | 228  | 274  | 279  | 297  | 292  | 306  | 306  | 258  |

| 1861 | 1866 | 1872 | 1876 | 1881 | 1886 | 1891 | 1896 | 1901 |
| ---- | ---- | ---- | ---- | ---- | ---- | ---- | ---- | ---- |
| 262  | 242  | 201  | 194  | 196  | 200  | 210  | 202  | 195  |

| 1906 | 1911 | 1921 | 1926 | 1931 | 1936 | 1946 | 1954 | 1962 |
| ---- | ---- | ---- | ---- | ---- | ---- | ---- | ---- | ---- |
| 202  | 192  | 174  | 187  | 159  | 146  | 142  | 173  | 157  |

| 1968 | 1975 | 1982 | 1990 | 1999 | 2005 | 2010 | 2014 | - |
| ---- | ---- | ---- | ---- | ---- | ---- | ---- | ---- | - |
| 137  | 164  | 164  | 192  | 169  | 158  | 176  | 172  | - |

### Pyramide des âges
| Hommes | Classe d’âge | Femmes |
| ------ | ------------ | ------ |
| 0,0    | 90 ans ou +  | 2,4    |
| 6,6    | 75 à 89 ans  | 17,1   |
| 14,5   | 60 à 74 ans  | 17,1   |
| 25,0   | 45 à 59 ans  | 20,7   |
| 17,1   | 30 à 44 ans  | 22,0   |
| 17,1   | 15 à 29 ans  | 12,2   |
| 19,7   | 0 à 14 ans   | 8,5    |

| Hommes | Classe d’âge | Femmes |
| ------ | ------------ | ------ |
| 0,5    | 90 ans ou +  | 1,6    |
| 8,2    | 75 à 89 ans  | 11,8   |
| 15,2   | 60 à 74 ans  | 15,8   |
| 22,3   | 45 à 59 ans  | 21,5   |
| 20,0   | 30 à 44 ans  | 19,2   |
| 16,7   | 15 à 29 ans  | 14,7   |
| 17,1   | 0 à 14 ans   | 15,4   |

## Économie

### Agriculture
La viticulture occupe une partie de l'activité agricole. La commune est classée dans les Fins Bois, dans la zone d'appellation d'origine contrôlée du cognac.

## Culture locale et patrimoine

### Lieux et monuments
L'église paroissiale Saint-Eutrope de la Lande était un ancien prieuré. De style roman, elle est remarquable par son ancienneté et son architecture est primitive. Sa cloche principale en bronze pesant 365 kg et bénie en 1890 est inscrite monument historique au titre objet depuis 2004.

Église Saint-Eutrope
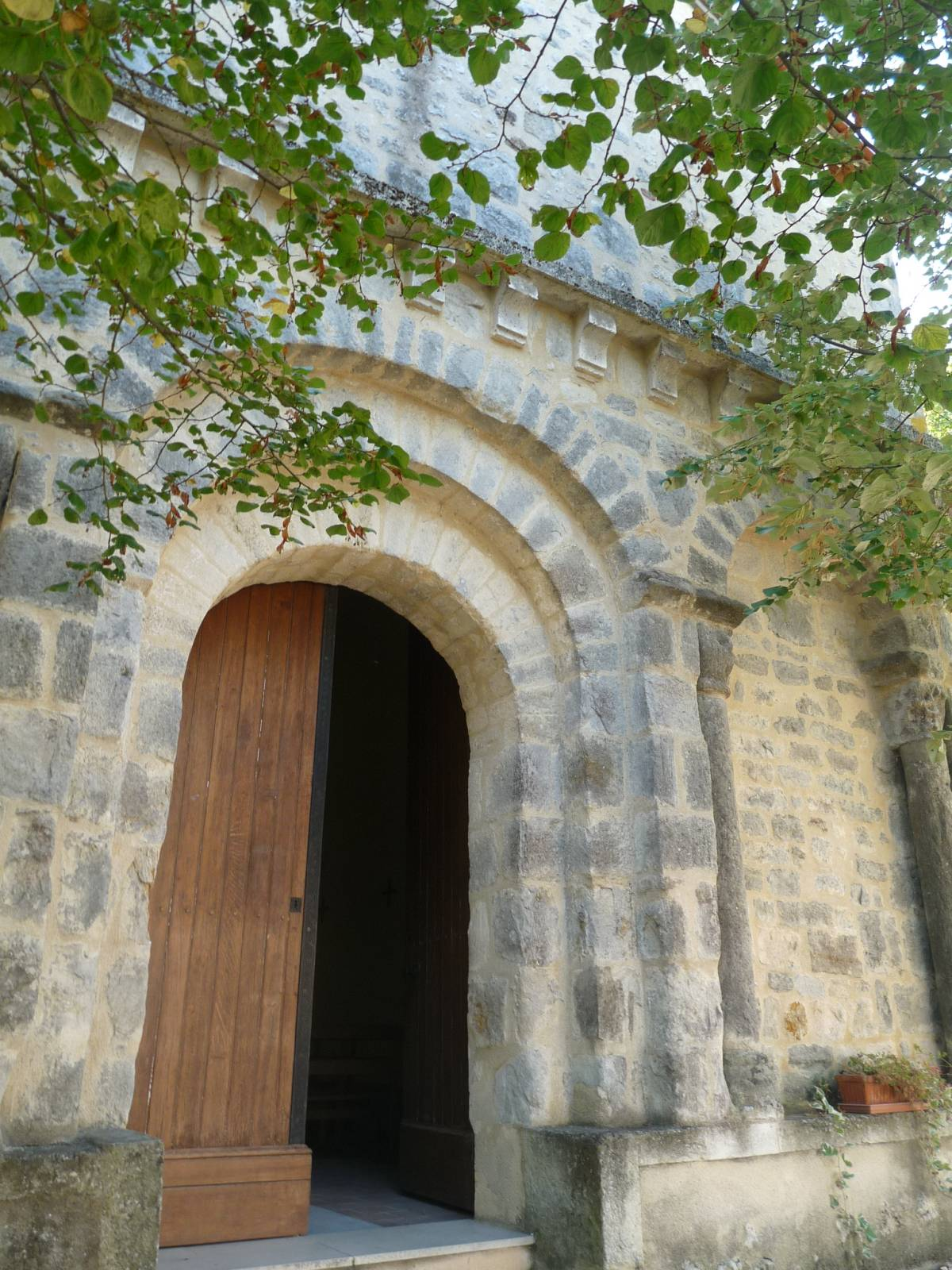
Le portail.
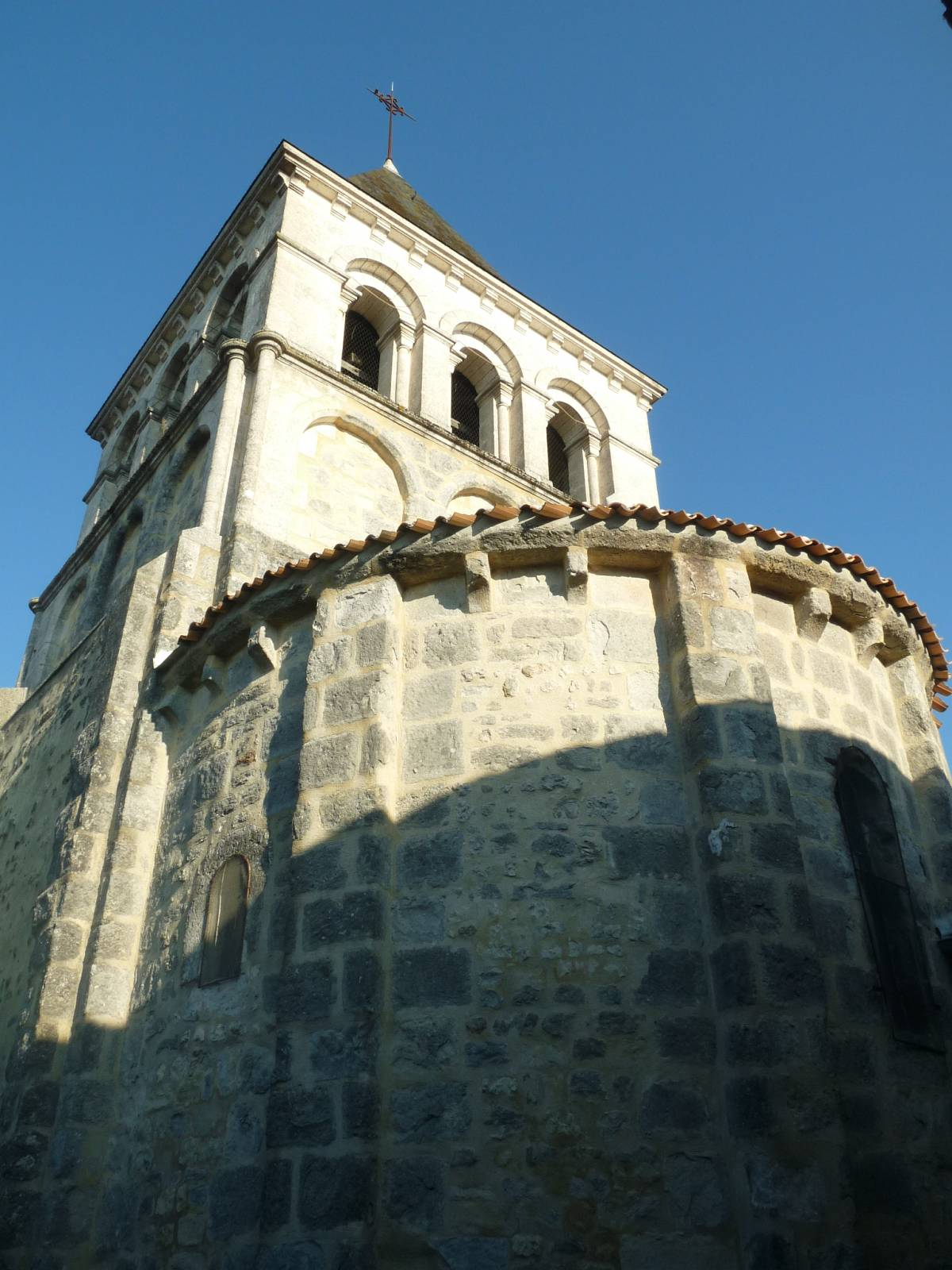
Le clocher et le chevet.
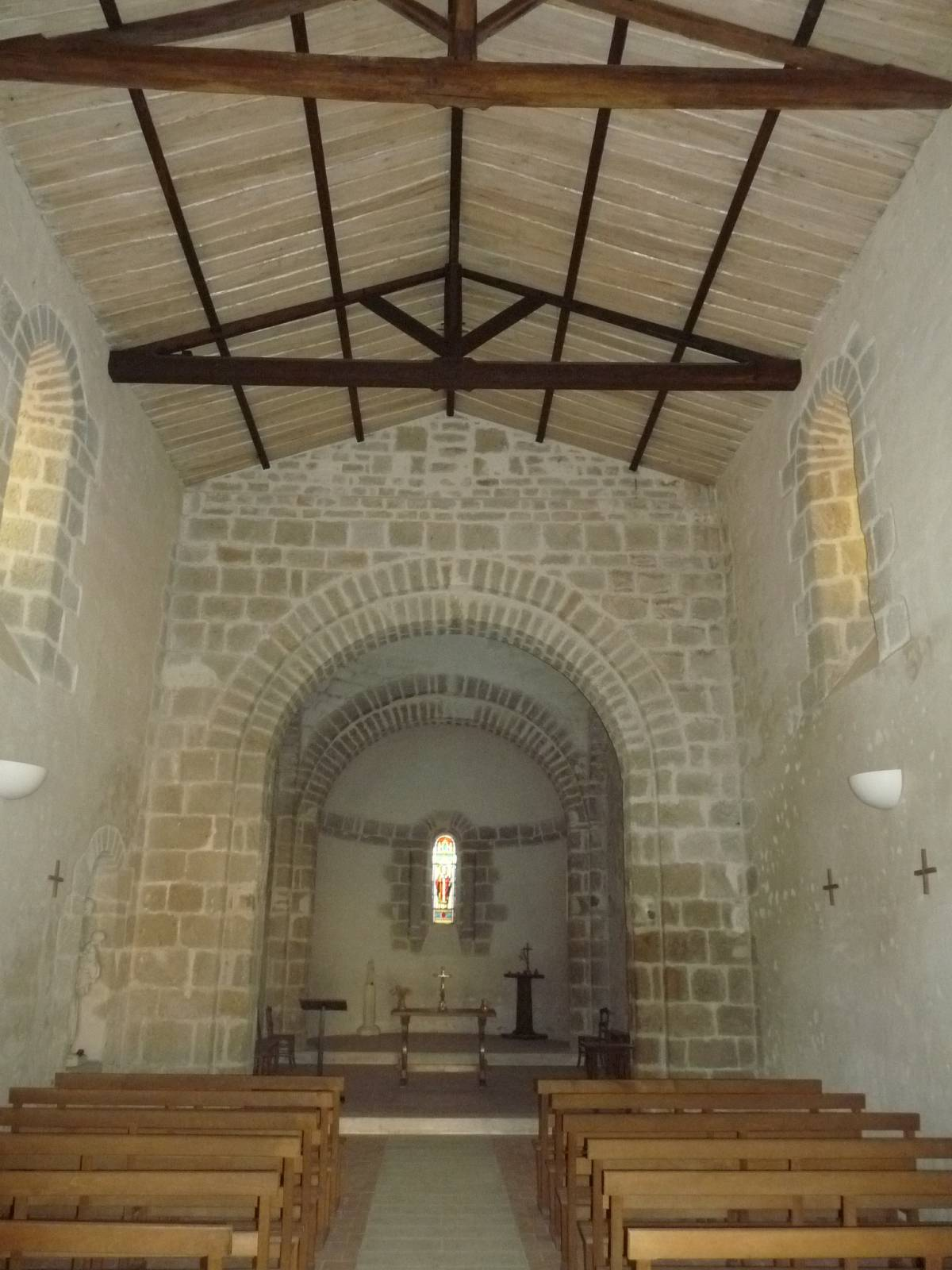
L'intérieur, très simple.